# Tshokwe (Botswana)
Tshokwe (ou Chokwe) é uma vila localizada no Distrito Central em Botswana. Possuía, em 2011, uma população estimada de 1 070 habitantes.